# Titanic II
Titanic II là chiếc tàu vượt đại dương chở khách chạy bằng động cơ Diesel điện của hãng vận tải biển Blue Star Line. Đây là con tàu lớn thứ hai được sử dụng để thay thế cho tàu Titanic bị chìm vào năm 1912 sau khi va chạm với tảng băng trôi. Tàu bắt đầu được đóng tại Trung Quốc vào cuối năm 2013 và dự kiến hạ thủy vào năm 2022. Là con tàu lớn, hiện đại, lộng lẫy và sang trọng nhất, Titanic II mang trong mình sứ mệnh tiếp nối chuyến hành trình xưa còn dang dở và thống trị tuyến đường biển xuyên Đại Tây Dương của công ty sở hữu nó. Sau khi được hoàn thành, tàu sẽ cập cảng Southampton (Anh) từ Dubai trước khi hướng đến New York (Mỹ) trong chuyến đi đầu tiên.

## Ý tưởng
Ý tưởng về một con tàu thứ hai thay thế tàu Titanic đã được đề xuất nhiều lần, đặc biệt là sau sự nổi tiếng của bộ phim Titanic (1997) do James Cameron sản xuất và sứ mệnh tiếp nối chuyến hành trình dang dở của Titanic xưa. Ý tưởng đó được công bố rộng rãi trên toàn thế giới và là một trong những chủ đề nóng bỏng của ngành hàng hải. Họ đã tiến hành thảo luận về một sự thay đổi thiết kế so với "người tiền nhiệm" để tạo ra một con tàu an toàn và hiệu quả hơn cho hành khách, bao gồm thân tàu được ghép bằng các mối hàn chứ không phải đóng đinh tán, động cơ Diesel điện thay thế cho động cơ hơi nước và thiết bị đẩy ở mũi tàu. Điều đó dẫn đến kết luận rằng các ý tưởng xây dựng con tàu Titanic II sẽ tiêu tốn một số tiền không nhỏ và phải mất rất nhiều thời gian mới có thể hoàn thành.

## Các đặc điểm

### Thiết kế tàu Titanic II

Bản thiết kế của con tàu Titanic II với sự thay đổi ở phần đuôi tàu và sự thay đổi số lượng cũng như cách bố trí thuyền cứu sinh cho hành khách

Titanic II là một chiếc tàu biển chở khách của Công ty Blue Star Line được đóng tại xưởng CSC Jinling ở Nam Kinh, Trung Quốc và được thiết kế để hoàn thành chuyến hải trình năm xưa của Titanic và tham vọng thống trị đường biển. Con tàu thuộc hạng Olympic và được dự định trở thành những chiếc tàu lớn nhất, sang trọng nhất. Titanic II được tỉ phú của hãng vận tải biển Blue Star Line - Clive Palmer công bố. Các bản thiết kế thường xuyên được gửi tới ông để lấy ý kiến và sự đồng thuận. Việc lắp đặt trang thiết bị cho tàu Titanic II dự kiến sẽ đươc hoàn thành vào năm 2022.
Titanic II có chiều dài là 883,0 feet (269,15 m) và chiều rộng là 105 feet (32,2 m) ở sườn ngang (dài hơn 4,2m so với chiếc tàu RMS Titanic). Tổng dung tích của tàu là 56.000 GT và chiều cao từ dưới mặt nước lên đến boong trên của tàu là 175 feet (53,35 m). Nó được trang bị động cơ Diesel điện và máy đẩy ba phương vị thay thế cho động cơ hơi nước ngược pít tông bốn xi lanh và một tuốc bin hơi nước. Những động cơ thay thế đó có thể giúp con tàu xoay chuyển hướng một cách dễ dàng hơn ngay cả khi ở sát tảng băng trôi như Titanic. Có hai động cơ Wärtsilä công suất 12V và hai động cơ Wärtsilä công suất 8V kết hợp sẽ tạo ra 48.000 kW (64.000 hp) khiến con tàu có thể đạt tốc độ tối đa 24 hải lý (44 km/h). Ba trong số bốn chiếc ống khói cao 63 foot (19 m) sẽ đươc thiết kế và hoạt động giống như Titanic xưa, chiếc thứ tư được dùng thông gió, và cũng được thêm vào để con tàu có hình dáng ấn tượng hơn. Titanic II có thể chở tổng cộng 3.335 người bao gồm cả thủy thủ đoàn, nó không có phòng chở thư bởi tàu được sử dụng chủ yếu để chở khách, tên của nó là Titanic II.
Titanic II được coi là con tàu sang trọng của thế kỉ 21 nhưng vẫn trung thành với phong cách cổ điển của con tàu thời xưa.
Titanic II có vỏ hai lớp, chứa 44 bể nước dùng cho nồi hơi và đồ dằn để giữ nó cân bằng trên biển (những chiếc tàu sau này cũng có vỏ hai lớp). Titanic II có số thuyền cứu sinh lớn hơn bản gốc, tổng số 38 chiếc có thể đáp ứng đủ cho toàn bộ hành khách trong trường hợp khẩn cấp và những nhà thiết kế đã thảo luận về việc lắp đặt thêm số thuyền cứu sinh, phụ thuộc vào các vấn đề về chi phí. Titanic II cũng được chia thành 16 khoang với cửa ngăn, đóng mở bằng các then cửa điện từ và hoạt động với động tác tắt bật đơn giản từ đài chỉ huy của thuyền trưởng. Khu vực đài chỉ huy cũng đã được thay đổi bằng những thiết bị an toàn hàng hải thế kỉ 21, tính kín nước của cửa ngăn sẽ đạt tới toàn bộ chiều cao của boong, cụ thể là tới boong hạng nhất (B-Deck). Điều đó đảm bảo rằng Titanic II vẫn nổi khi gặp thảm họa

### Hiện đại hơn an toàn hơn

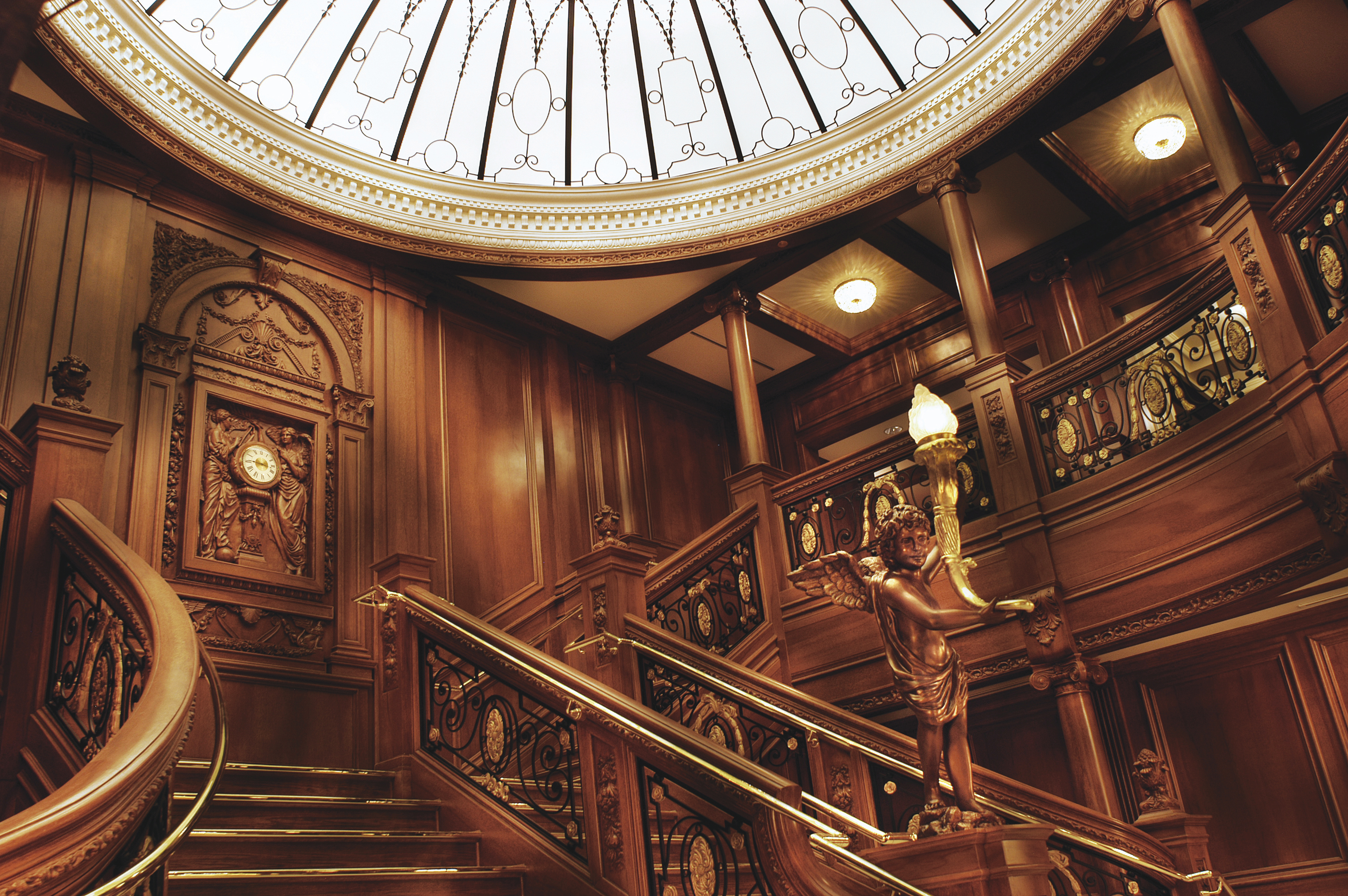
Khu vực cầu thang gỗ của Titanic II sẽ được thiết kế hiện đại hơn so với bản gốc

Trong lễ công bố kế hoạch đóng tàu và các bản vẽ tàu Titanic II diễn ra cùng ngày, tỉ phú Clive Palmer nói rằng con tàu mới sẽ có 9 tầng giống như tàu nguyên gốc, bên cạnh một tầng an toàn. Tầng mới của tàu Titanic 2 sẽ gồm rất nhiều xuồng cứu sinh, dù an toàn hoặc các ván trượt sử dụng trong tình huống khẩn cấp nhằm giúp hành khách rời khỏi tàu một cách nhanh nhất. "Thiết kế mới nhằm đảo bảo con tàu sẽ tuân thủ hoàn toàn các quy định hiện nay, trong đó yêu cầu các tàu khách phải giữ khoảng cách từ tầng triển khai xuồng cứu hộ tới mặt nước ở mức thấp nhất có thể" - Palmer nói.
Palmer nói rằng các tầng cao hơn của con tàu sẽ vẫn giữ lại phòng họp báo, các cầu thang để hành khách đi lại và những đặc điểm giống với con tàu Titanic gốc đã chìm vào ngày 15/4/1912 khi đang trên đường tới New York do đâm phải băng trôi. Tuy nhiên bản vẽ Titanic 2 do công ty thiết kế tàu biển Deltamarin có trụ sở ở Phần Lan tạo ra, còn thêm vào một số đặc điểm mới như cầu thang thoát hiểm, thang máy. Ngoài ra, một tầng trên tàu cũng được thiết kế lại để bố trí nơi ở cho thủy thủ đoàn, hệ thống dịch vụ giặt là và để hệ thống máy điều khiển.
Hiện Palmer đang cân nhắc việc bổ sung thêm hàng loạt các dịch vụ mới cho Titanic II. Đơn cử như việc con tàu sẽ có một sòng bạc, nhưng không phải ai cũng có thể vào đây để chơi trò đỏ đen. "Chúng tôi sẽ có quá trình kiểm tra để đảm bảo những người vào đây có đủ tiền để chơi bài" - ông nói với hãng tin AP ở Australia.
Titanic do công ty White Star Line đặt đóng và nó là tàu chở người lớn nhất thế giới vào thời điểm đó. Palmer đã thành lập công ty đóng tàu của riêng ông mang tên Blue Star Line và con tàu Titanic II sẽ có kích thước giống hệt "người tiền nhiệm", với chiều dài 270m, chiều cao 53m và nặng chừng 4.000 tấn.
Ông cho biết đội đóng tàu Titanic II sẽ làm việc kết hợp với một đội nghiên cứu lịch sử để đảm bảo "tính nguyên bản". Nó sẽ có tổng cộng 840 phòng, trang bị rất nhiều thiết bị sang trọng giống tàu gốc. "Titanic II sẽ là đỉnh cao của sự thoải mái và sang trọng, với các nhà tập thể dục trên tàu, các bể bơi, thư viện, nhà hàng cao cấp và khoang hạng sang", Palmer nói - "Hiển nhiên nó sẽ được trang bị các công nghệ hàng đầu của thế kỷ 21 và các hệ thống an toàn tối tân nhất".

### Xóa tan nghi ngờ

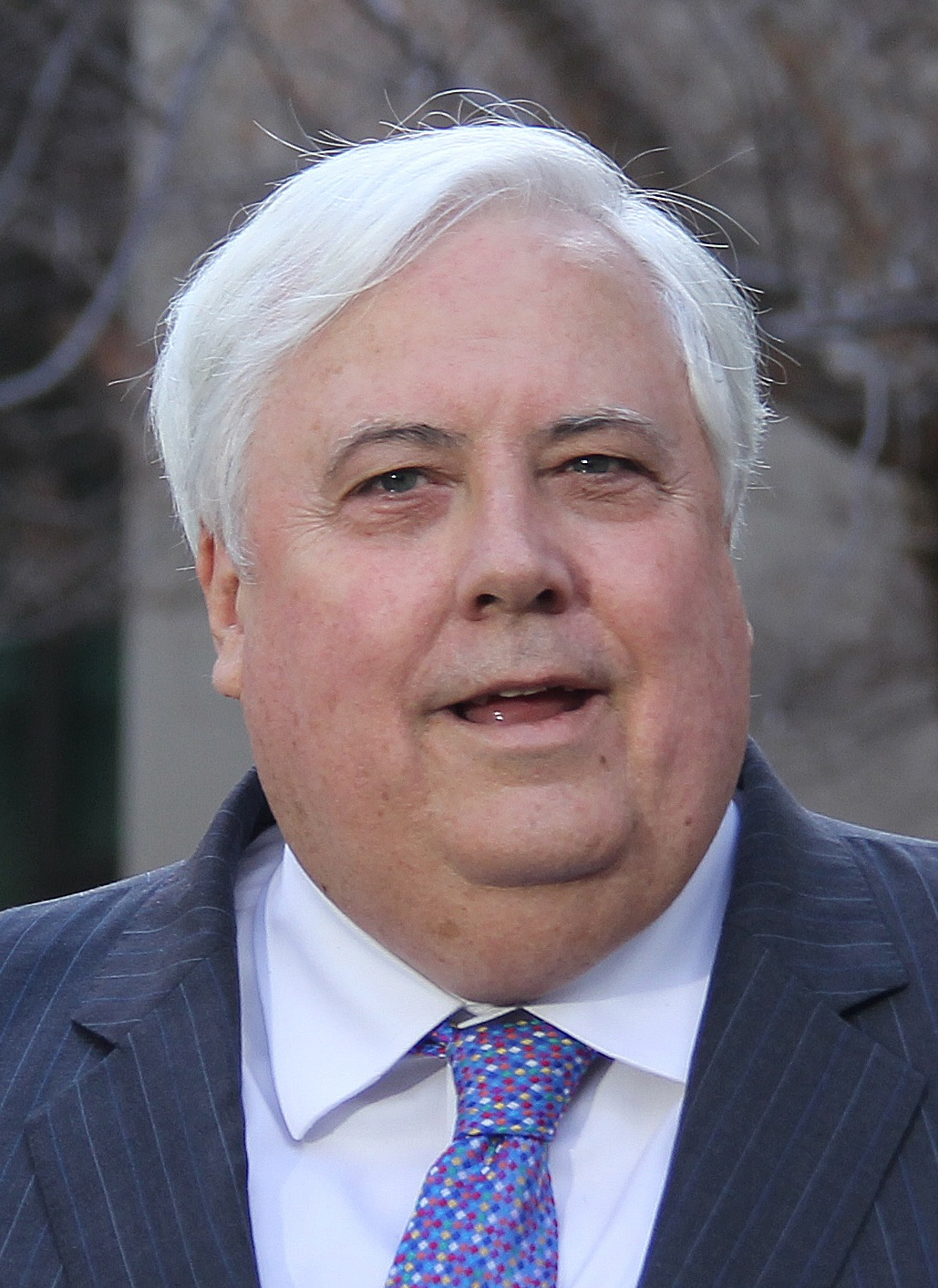
Clive Palmer, chủ tịch hãng vận tải Blue Star Line và là người lên ý tưởng cho tàu Titanic II

Đã có những nghi ngờ lớn khi Palmer tuyên bố các kế hoạch tham vọng của ông trong việc đóng Titanic 2. Có người nói việc ông tuyên bố thuê Xưởng đóng tàu CSC Jinling của Trung Quốc để chế tạo Titanic 2 là động thái "vuốt ve" chính quyền Bắc Kinh nhằm thu lợi ích kinh tế. Tuy nhiên Palmer nói rằng việc công bố các bản vẽ cho thấy ông rất nghiêm túc trong ý định đóng Titanic 2.
Palmer là một người đi lên nhờ tay trắng. Ông làm giàu nhờ kinh doanh bất động sản tại khu du lịch Gold Coast ở Australia. Sau đó, ông chuyển sang ngành khai mỏ và trở thành ông trùm trong lĩnh vực này tại đây. Theo thống kê năm ngoái của tạp chí BRW, Clive Palmer là người giàu thứ 5 Australia với tổng tài sản trị giá 5,2 tỷ USD.
Titanic II sẽ là con tàu đầu tiên trong bộ 4 chiếc tàu du lịch mà vị tỷ phú Australia đặt hàng tại CSC Jinling Shipyard. Con tàu này có sức chứa khoảng 1.680 hành khách, trong khi phần lớn tàu hiện đại đều chở được hơn 2.000 người.
Một khi ra đời, Titanic II sẽ trông rất giống con tàu nguyên gốc, bởi nó vẫn giữ 4 ống khói như Titanic chạy bằng động cơ hơi nước trước đây. Tuy nhiên các ống khói này chỉ để làm cảnh bởi con tàu sử dụng động cơ diesel hiện đại. Ngoài ra, phần thân Titanic II sẽ được ráp với nhau bằng các mối hàn thay vì dùng đinh tán như trước đây. Mũi tàu sẽ được thiết kế phồng ra hình củ hành để tiết kiệm nhiên liệu. Đồng thời, bánh lái sẽ được chế tạo lớn hơn và tàu còn trang bị các động cơ đẩy nằm ở phía mũi để tăng cường khả năng cơ động trên biển.
Theo kế hoạch của Palmer, Titanic II sẽ có hành trình đầu tiên vào cuối năm 2016, trong đó con tàu đi từ nơi đóng nó ở Trung Quốc tới nước Anh, trước khi đi sang Bắc Phi. Palmer cho biết dù việc đóng tàu chưa diễn ra nhưng mối quan tâm của dư luận với con tàu đã tăng lên rất mạnh.

### So sánh với chiếc Titanic

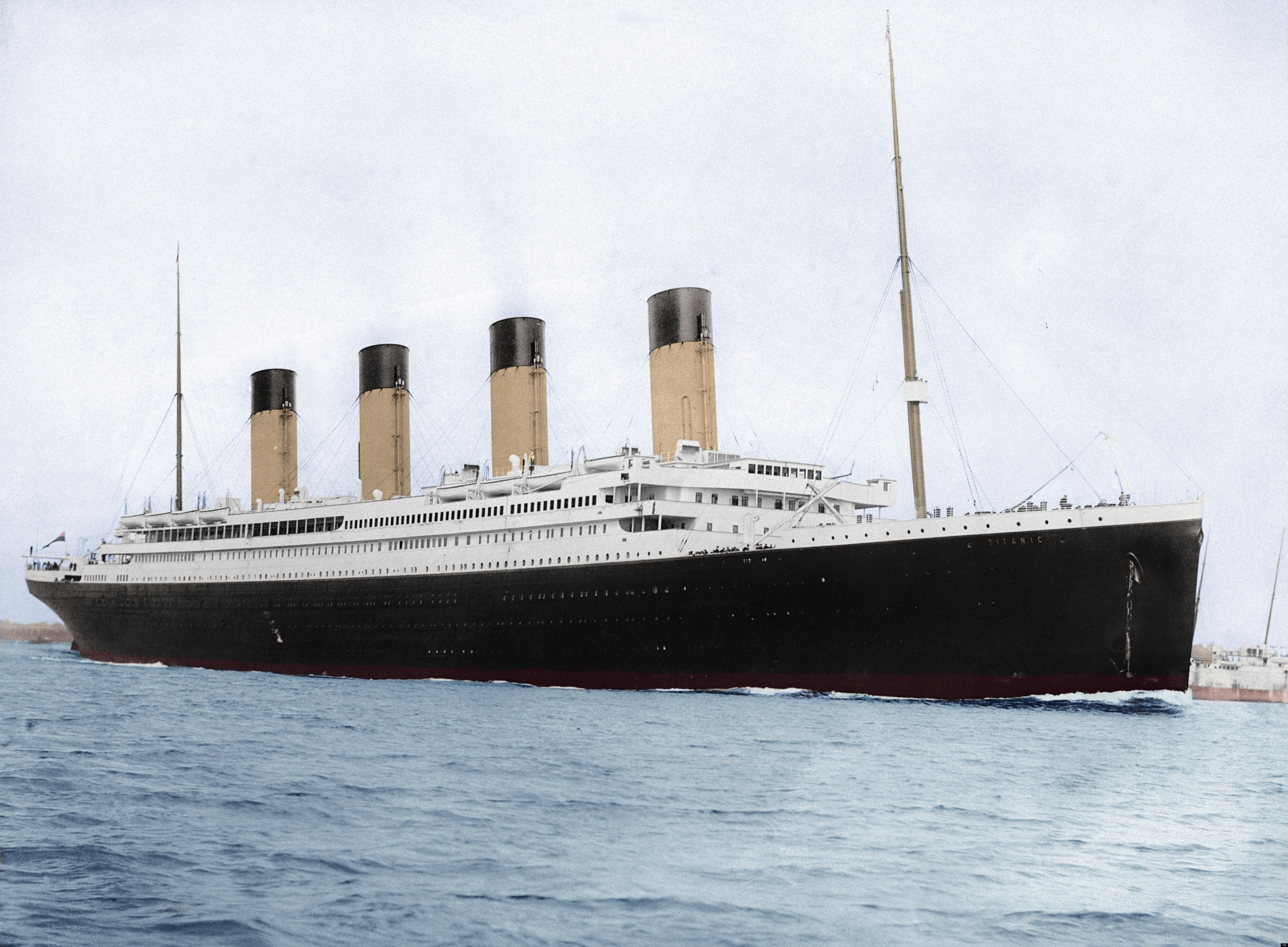
Tàu Titanic vào năm 1912

Con tàu được thiết kế để có hình dáng bên trong và bên ngoài giống với tàu Titanic nhất có thể. Tuy nhiên, các quy định an toàn ngày nay và các cân nhắc kinh tế dẫn đến một số thay đổi lớn đối với thiết kế, bao gồm:
- Chiều rộng con tàu sẽ được thiết kế lớn hơn để tăng cường độ ổn định trên biển
- Thân tàu được ghép bằng các mối hàn, không ghép bằng đinh tán tránh trường hợp đinh bị văng ra dưới nước
- Giảm mớn nước so với trước kia
- Mũi tàu cho hiệu suất nhiên liệu cao hơn , mặc dù có kích thước vừa phải so với các tàu có thiết kế mới hơn
- Nó có bộ ổn định được lắp hai bên thân tàu để giảm độ nghiêng
- Hệ thống động cơ diesel-điện với bốn tổ máy phát diesel cung cấp năng lượng cho ba máy đẩy phương vị để thay thế cho các nồi hơi đốt than nguyên bản, động cơ hơi nước và tuabin hơi, cũng như bánh lái. Ngoài ra, tàu Titanic II được thiết kế để có hai động cơ đẩy mũi tàu.
- Một "boong an toàn" bổ sung giữa boong C và D dành cho xuồng cứu sinh và hệ thống sơ tán hàng hải , với boong thuyền có bản sao của xuồng cứu sinh ban đầu. Không gian cho boong được tạo ra bằng cách hạ thấp boong D và thấp hơn 2,8 mét, và cho phần trung tâm cao hơn của boong an toàn, nơi sẽ chứa các xuồng cứu sinh, bằng cách nâng cấu trúc thượng tầng thêm 1,3 mét. Mặc dù mớn nước giảm, không gian được tạo ra cho các boong hạ thấp bằng cách loại bỏ boong chứa các lò hơi.
- Các 'cầu thang thoát hiểm' mới ngoài các cầu thang ban đầu, được đặt trong các ống hút khí thải lò hơi dự phòng.
- Các sàn quan sát trong hai phễu dự phòng đầu tiên, theo Deltamarin, sẽ có các tấm phủ cửa sổ nhuộm màu để hòa hợp với màu của các phễu, nhằm mục đích giống với màu ban đầu của "White Star Line" càng tốt.
- Không tuyệt đối hay khum, không giống như bản gốc. Có thể nói là tuyệt đối là một tính năng thẩm mỹ của tàu biển, nhằm tạo thêm vẻ ngoài duyên dáng cho con tàu, nhưng khiến việc xây dựng trở nên khó khăn hơn và do đó tốn kém. Các bản kết xuất được phát hành vào tháng 2 năm 2013 cho thấy một cái cào hướng lên được thêm vào Bộ bài C ở mũi tàu và đuôi tàu để tạo ra vẻ bề ngoài tuyệt đối, mặc dù một khoảng cách hình nêm không xác thực đã phải được thêm vào giữa các khoang C và D ở những khu vực này để tạo ra sự thoải mái cho hành khách.
- Một tầng cao hơn so với mũi tàu, vì cấu trúc thượng tầng đã được nâng lên 1,3 mét bởi phần trung tâm của boong an toàn, và cũng bằng cách loại bỏ phần tuyệt đối.  Điều này phủ nhận yêu cầu đối với tàu Titanic ban đầu về khả năng quan sát.
- Tổng chiều cao của tàu tăng lên so với mặt nước (do boong an toàn chèn vào). Tuy nhiên, tổng chiều cao của con tàu từ ke đến phễu sẽ giống như ban đầu, là 175 feet (53 m).

## Bên trong tàu Titanic II

### Động cơ

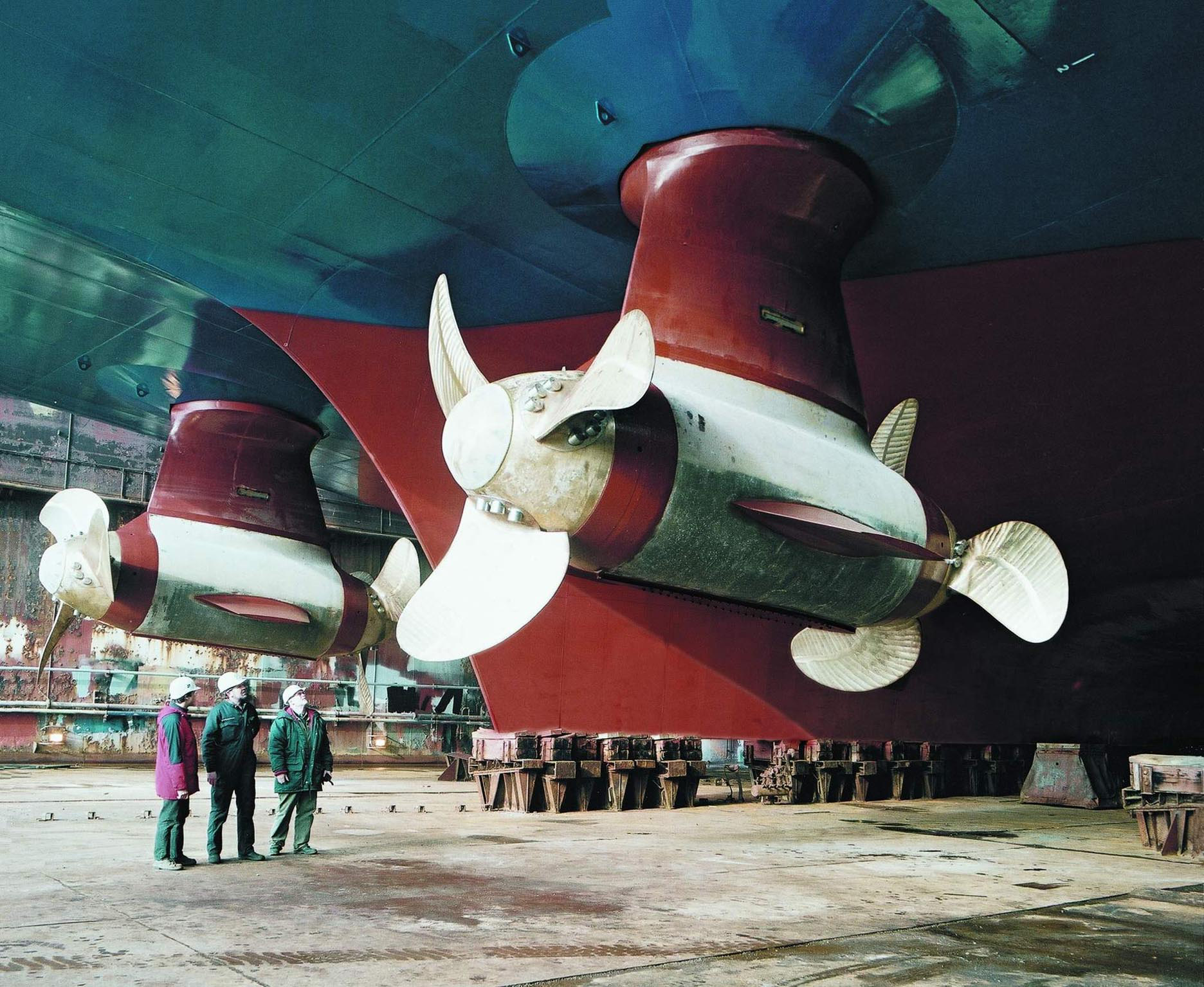
Máy đẩy ba phương vị sẽ được sử dụng làm động cơ cho Titanic II

Vì lý do kinh tế, các động cơ hơi nước và nồi hơi đốt than của tàu Titanic nguyên bản sẽ được thay thế bằng hệ thống động cơ diesel hiện đại. Không gian đặt các lò hơi sẽ được sử dụng cho các khu ở của thủy thủ đoàn và hệ thống tàu. Điện được sản xuất bởi bốn tổ máy phát điện diesel bốn kỳ tốc độ trung bình 46F ; hai động cơ 12V46F mười hai xi-lanh sản sinh công suất 14.400 kilowatt (19.300 mã lực) mỗi chiếc và hai động cơ 8L46F tám xi-lanh sản sinh công suất 9.600 kilowatt (12.900 mã lực) mỗi chiếc, chạy bằng dầu nhiên liệu nặng và dầu khí hàng hải. Lực đẩy sẽ tạo ra từ ba máy đẩy phương vị cũng sẽ được sử dụng để điều động, trong khi bản sao của bánh lái của tàu Titanic II hoàn toàn là nguyên bản và về cơ bản sẽ không kéo dài xuống dưới mực nước. Việc định vị các ống đẩy phương vị đòi hỏi phần đuôi tàu phải mở hơn đáng kể so với ban đầu.

### Nội thất xa xỉ bậc nhất

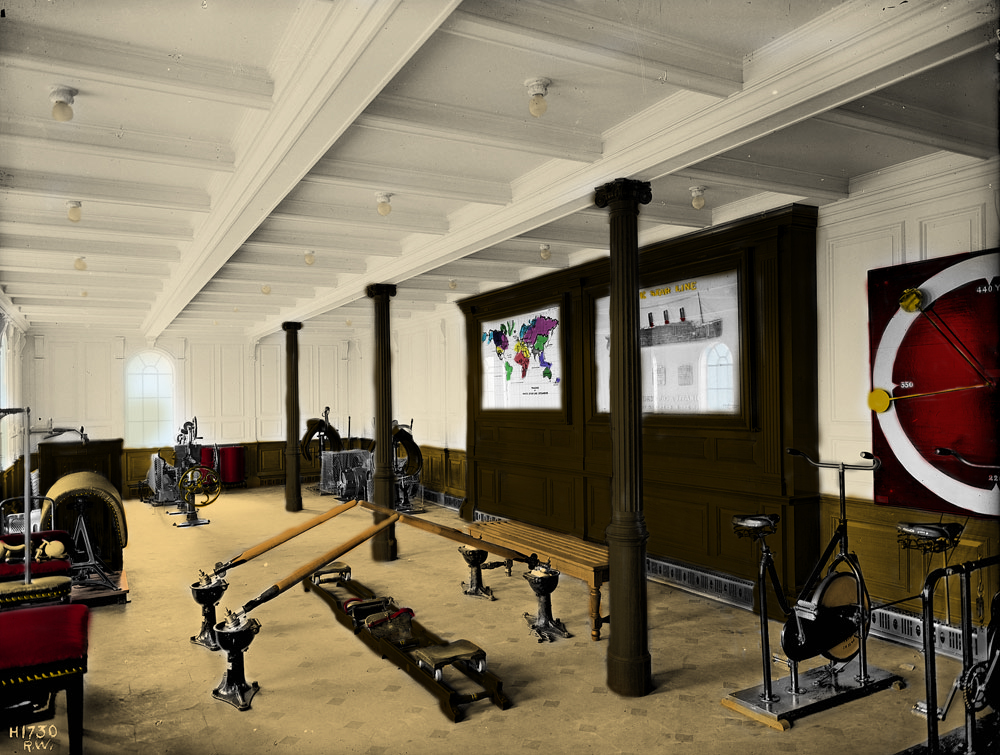
Phòng tập thể dục trên tàu Titanic II sẽ gần giống với bản gốc

Trừ điều hòa và các thiết bị an toàn tiên tiến, tất cả phần còn lại của Titanic II đều giống hệt bản gốc nổi tiếng, như quán cà phê Cafe Parisien, phòng radio, phòng tập và phòng ăn cực lớn.
Cuối tháng 4 năm ngoái, tỷ phú Australia – Clive Palmer tuyên bố đang lên kế hoạch tái tạo con tàu nổi tiếng Titanic với tên gọi Titanic II. Dự án đã thu hút rất nhiều sự chú ý từ những người muốn là hành khách đầu tiên của con tàu này.
Đầu tuần này, tỷ phú trên đã tiết lộ những hình ảnh đầu tiên về Titanic II, được thiết kế bởi công ty Phần Lan – Deltamarin. Trừ điều hòa và các thiết bị an toàn hiện đại (phao cứu sinh cho 2.453 hành khách và 900 thủy thủ đoàn), tất cả phần còn lại đều giống hệt bản gốc nổi tiếng. Hành khách cũng được chia làm ba hạng riêng biệt.
Việc xây dựng được đảm nhiệm bởi công ty CSC Jinling của Trung Quốc và dự kiến hoàn thành năm 2016. Ông Palmer tiết lộ đã bỏ tiền túi để làm tàu nhưng không cho biết chi phí cụ thể là bao nhiêu.
Nhìn từ bên ngoài, Titanic II giống hệt bản gốc, chỉ bổ sung nhiều tàu cứu sinh hơn.
Những thay đổi đó bao gồm: Khoang hạng nhất được thiết kế y như năm 1912, nơi ăn tối ở khoang hạng nhất là căn phòng lớn nhất so với tất cả các con tàu thời đó cũng sẽ xuất hiện trên tàu Titanic II, Quán cà phê Cafe Parisien dành cho khách hạng nhất, Phòng ăn ở khoang hạng ba không sang trọng lắm, nhưng lại khá thích hợp để tiệc tùng. Dĩ nhiên, phòng điều khiển sẽ phải rất hiện đại. Ở đó còn có cả sân chơi bóng ... bể bơi nước mặn, tuy hơi nhỏ một chút nhưng có nhiều điều thú vị đang chờ du khách trải nghiệm. Chùm đèn pha lê khổng lồ gồm 50 chiếc trên trần phòng.

## Một số nét riêng về hành trình của tàu Titanic II

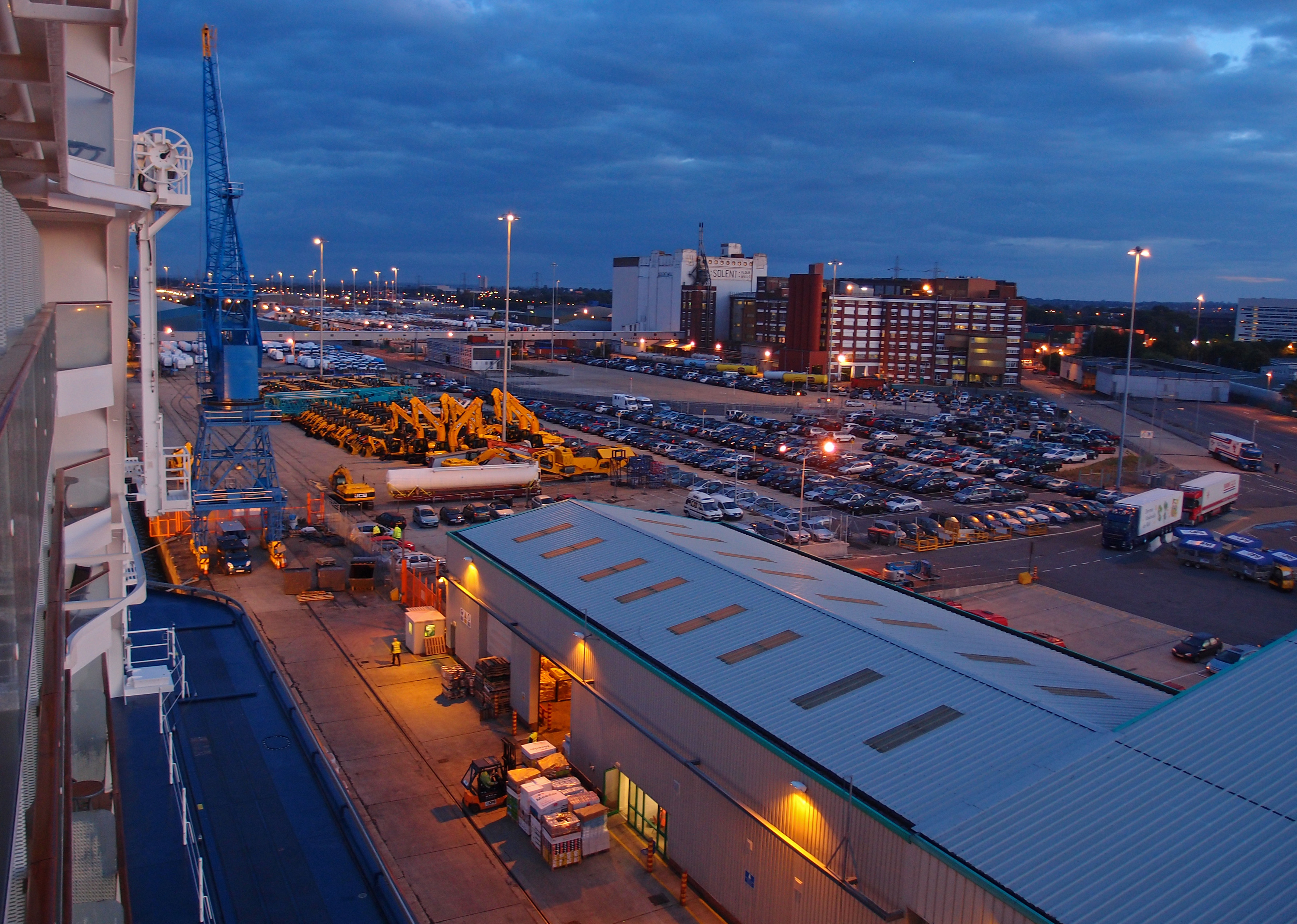
Cảng Southampton - Nơi Titanic xuất phát, nhìn từ mạn phải tàu Queen Mary 2

Phiên bản Titanic do công ty vận tải Anh Blue Star Line phát triển. Sau nhiều năm trì hoãn vì tài chính khó khăn, dự án này đã được tái khởi động vừa qua, theo thông báo từ ông Clive Palmer, doanh nhân người Úc và hiện là chủ tịch Blue Star Line.
Con tàu Titanic mới này có chi phí chế tạo khoảng 500 triệu USD, dự kiến chở được 2.400 hành khách và 900 thành viên thủy thủ đoàn cùng nhân viên phục vụ trên tàu.
Đáng ra Titanic 2 đã có thể hạ thủy từ năm nay 2018, nhưng giờ những người hoài niệm sẽ phải chờ đến năm 2022 mới được thấy con tàu đã đi vào lịch sử hàng hải thế giới theo cách không mong muốn này.
Ngày 15-4-1912, tàu Titanic va chạm với một tảng băng lớn trên đường từ Southampton (Anh) tới New York (Mỹ).
Trong chuyến đi đầu tiên của mình khi ấy, Titanic chở theo khoảng 2.224 hành khách và nhân viên tàu. Vụ tai nạn thảm khốc khiến hơn 1.500 người thiệt mạng, và đây là một trong những thảm họa hàng hải thương mại khủng khiếp nhất thời bình trong lịch sử hiện đại.
Theo lời ông Palmer, tàu Titanic phiên bản này cũng sẽ di chuyển theo đúng hải trình mà Titanic nguyên bản đã ra khơi trong chuyến đi đầu tiên. Kế hoạch ban đầu là Titanic 2 sẽ cập cảng Southampton (Anh) từ Dubai trước khi hướng đến New York (Mỹ).
"Con tàu sẽ đi theo hành trình cũ, chở theo hành khách từ Southampton tới New York. Nhưng nó sẽ đi vòng quanh thế giới, truyền cảm hứng và thu hút mọi người ở những cảng mà nó ghé qua", ông Palmer thông tin thêm.
Cũng theo ông Palmer, công ty Blue Star Line sẽ cố gắng mô phỏng những trải nghiệm y hệt 110 năm trước (1912-2022), trong đó mang tới cho hành khách một con tàu với nội thất, cabin và mọi thứ giống như xưa, bên cạnh những yêu cầu an toàn hàng hải gắt gao và hiện đại.

## Những hình ảnh về huyền thoại Titanic năm xưa

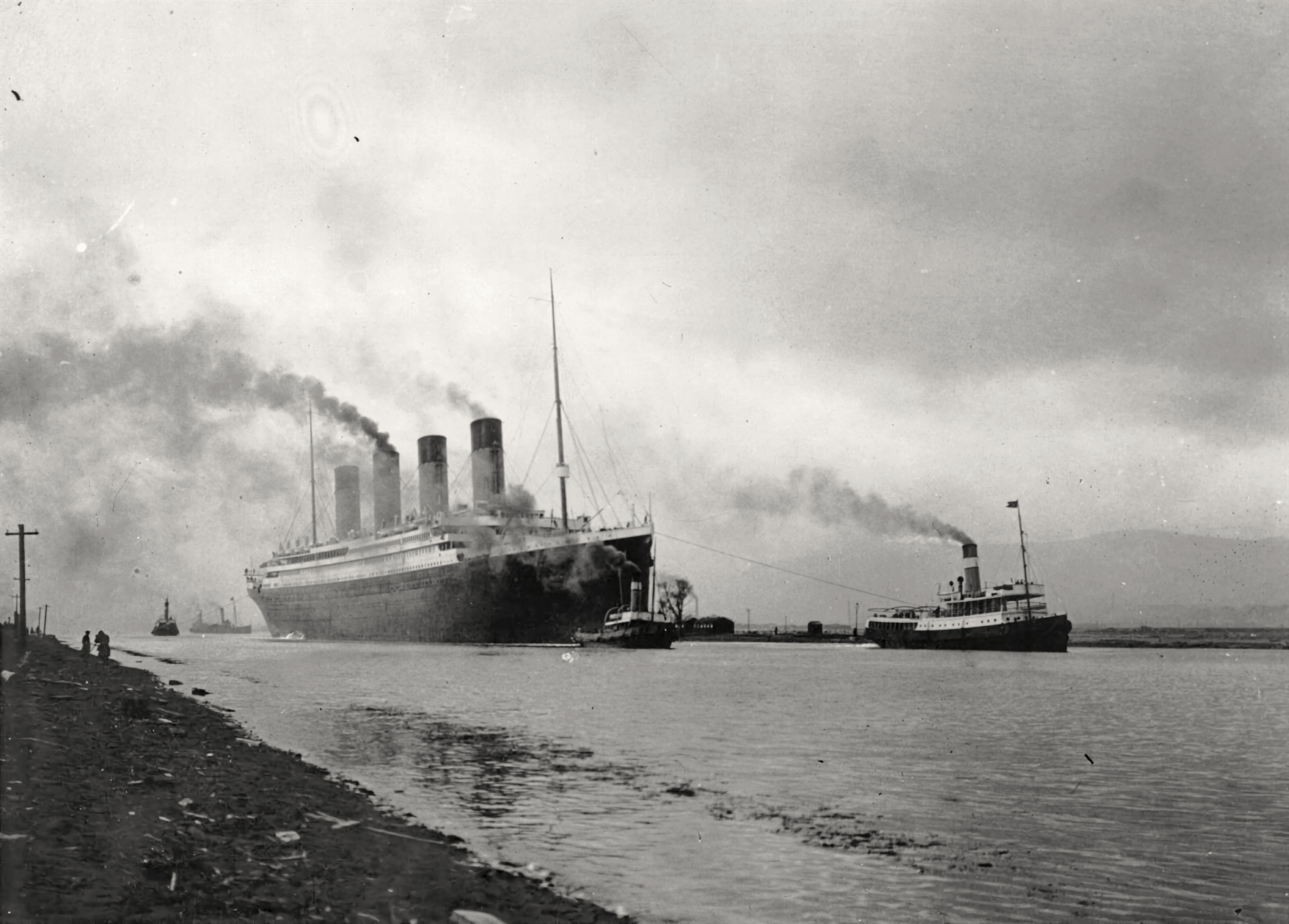
RMS Titanic trải qua thử nghiệm ngày 2 tháng 4 năm 1912.
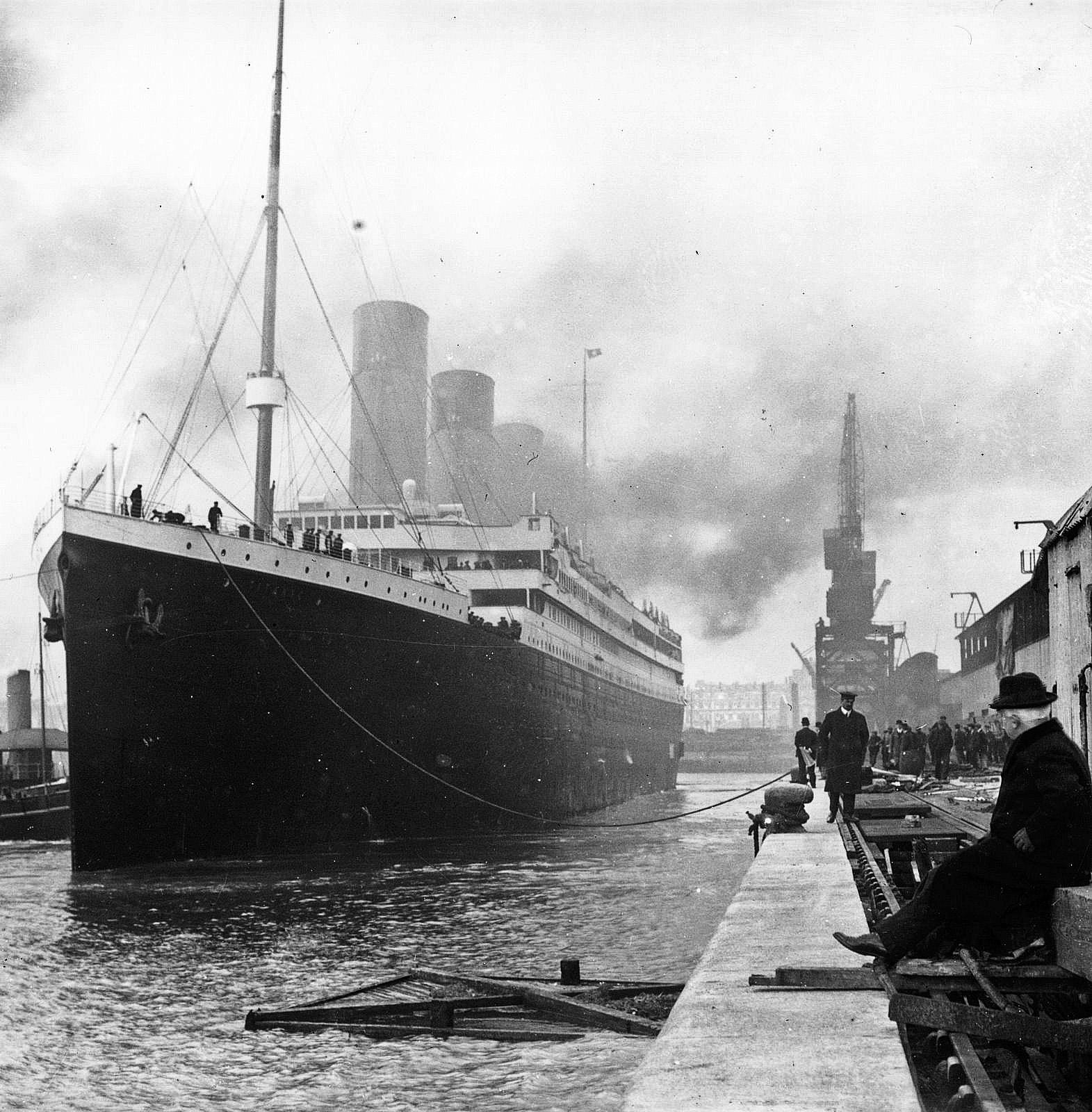
Titanic đang ở cảng Southampton chuẩn bị xuất phát đến New York.
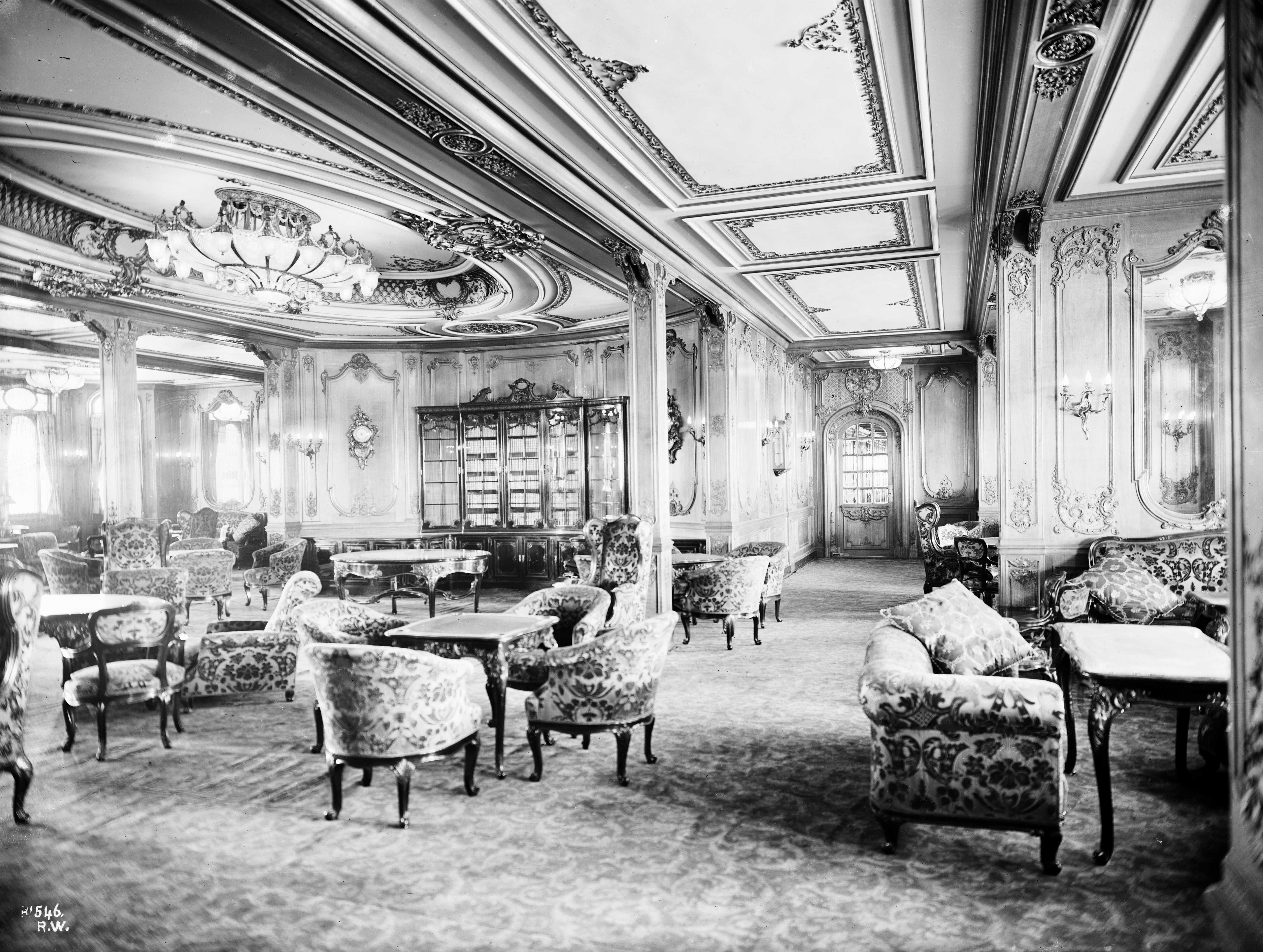
Sảnh chờ hạng nhất trên Titanic mang phong cách kiến trúc Louis XVI
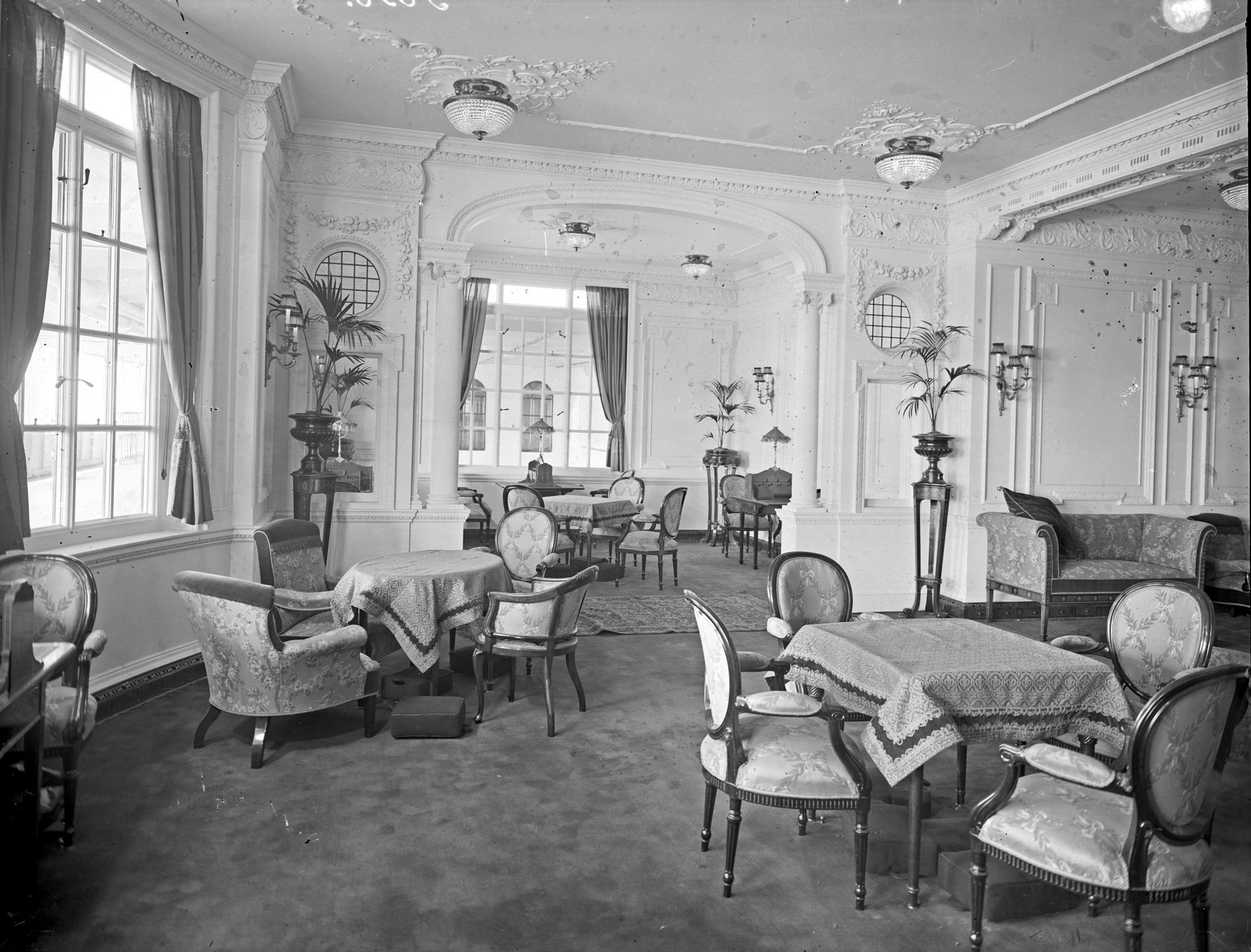
Phòng đọc sách
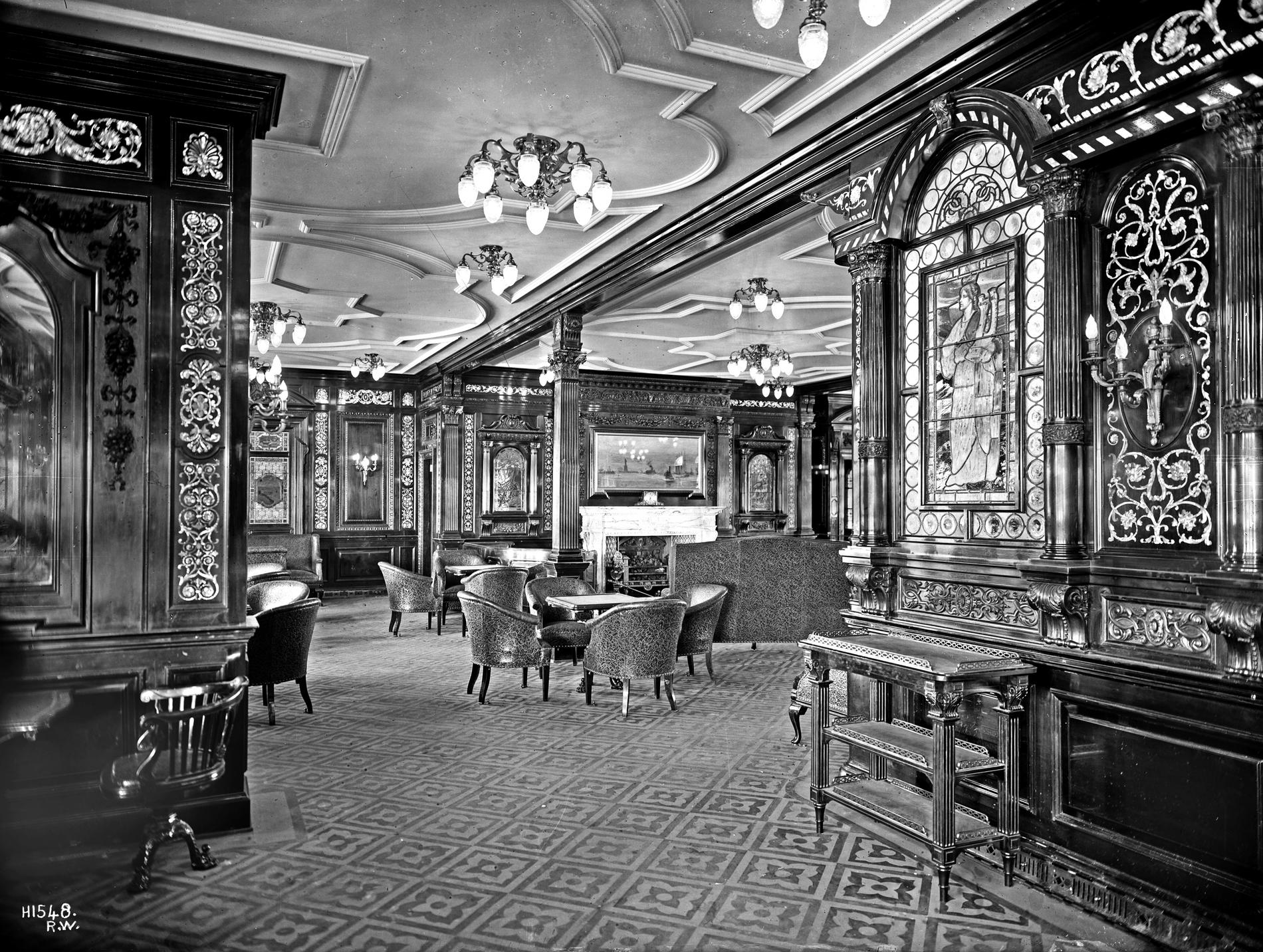
Phòng hút thuốc lá hạng nhất trên tàu Titanic chỉ dành cho đàn ông
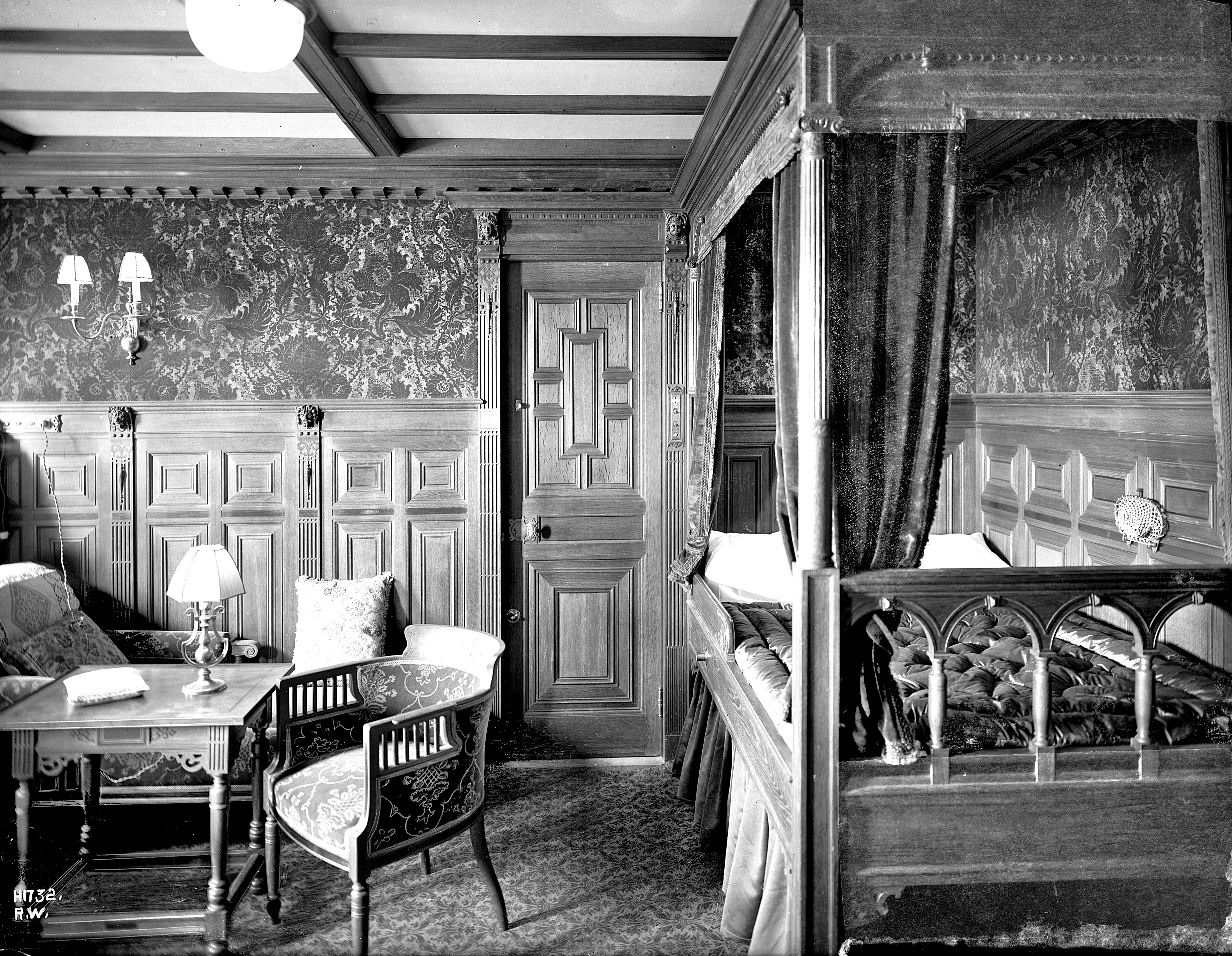
Gian phòng số B59 trên tàu
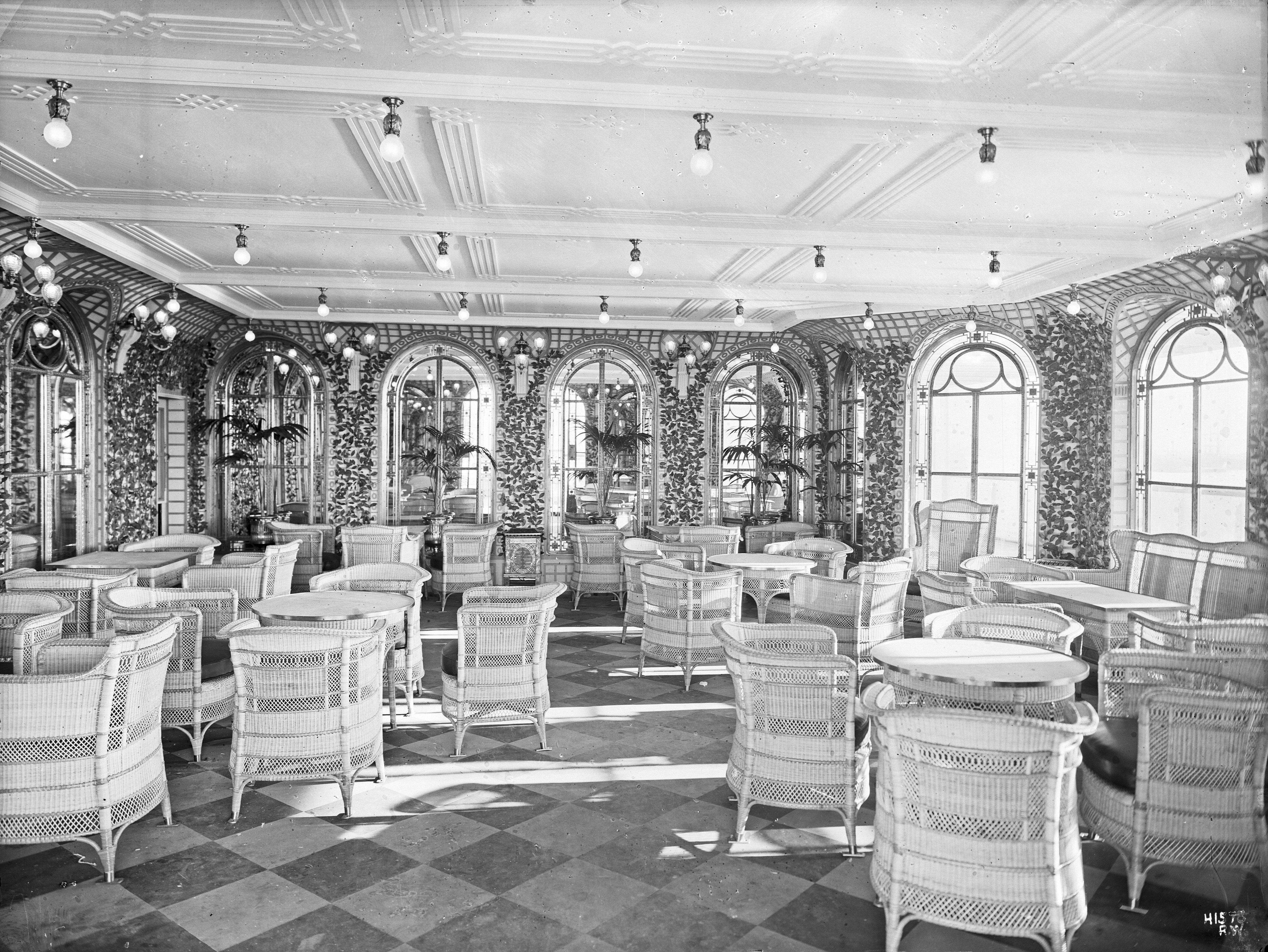
Hiên Café trên Titanic
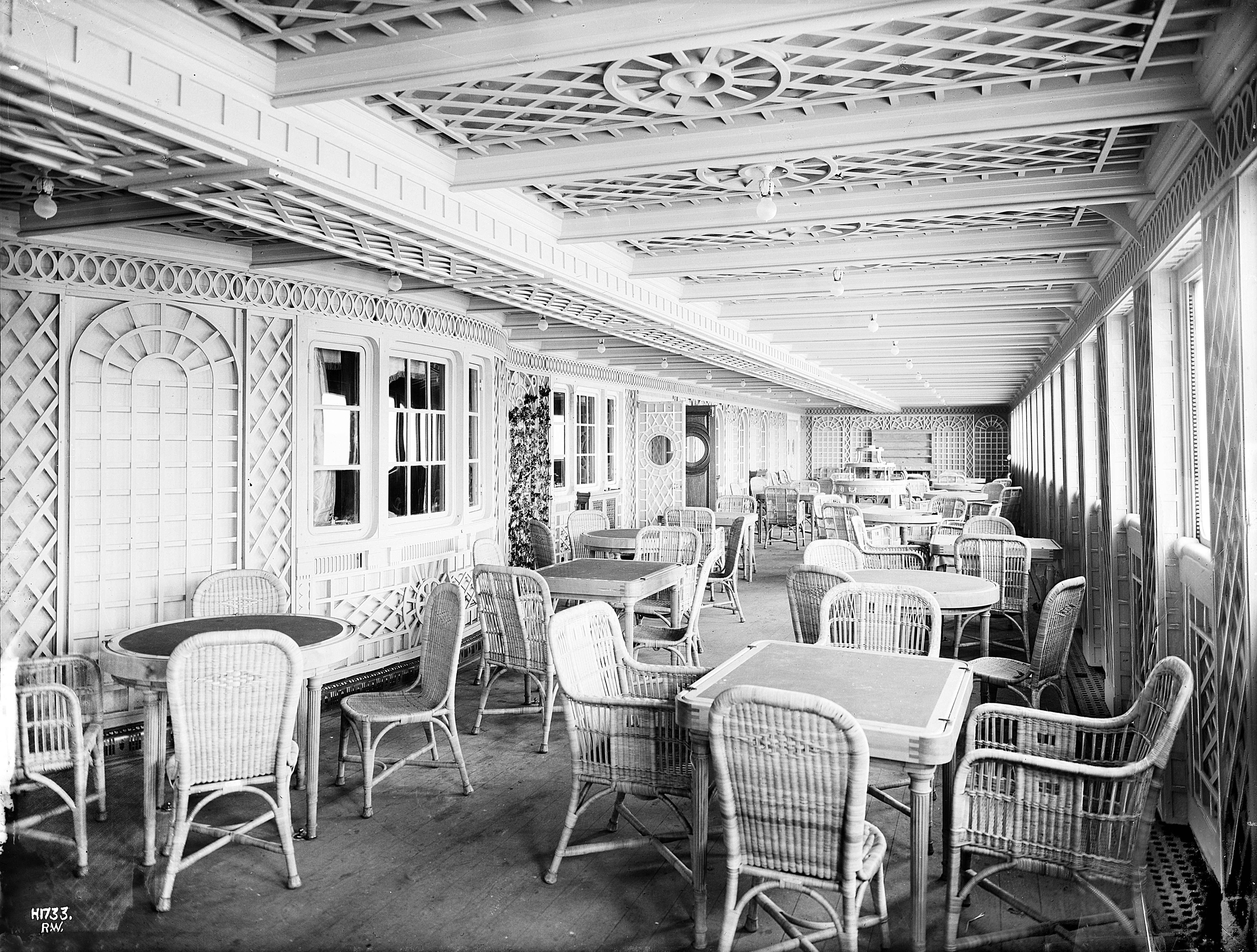
Café Parisien trên Titanic
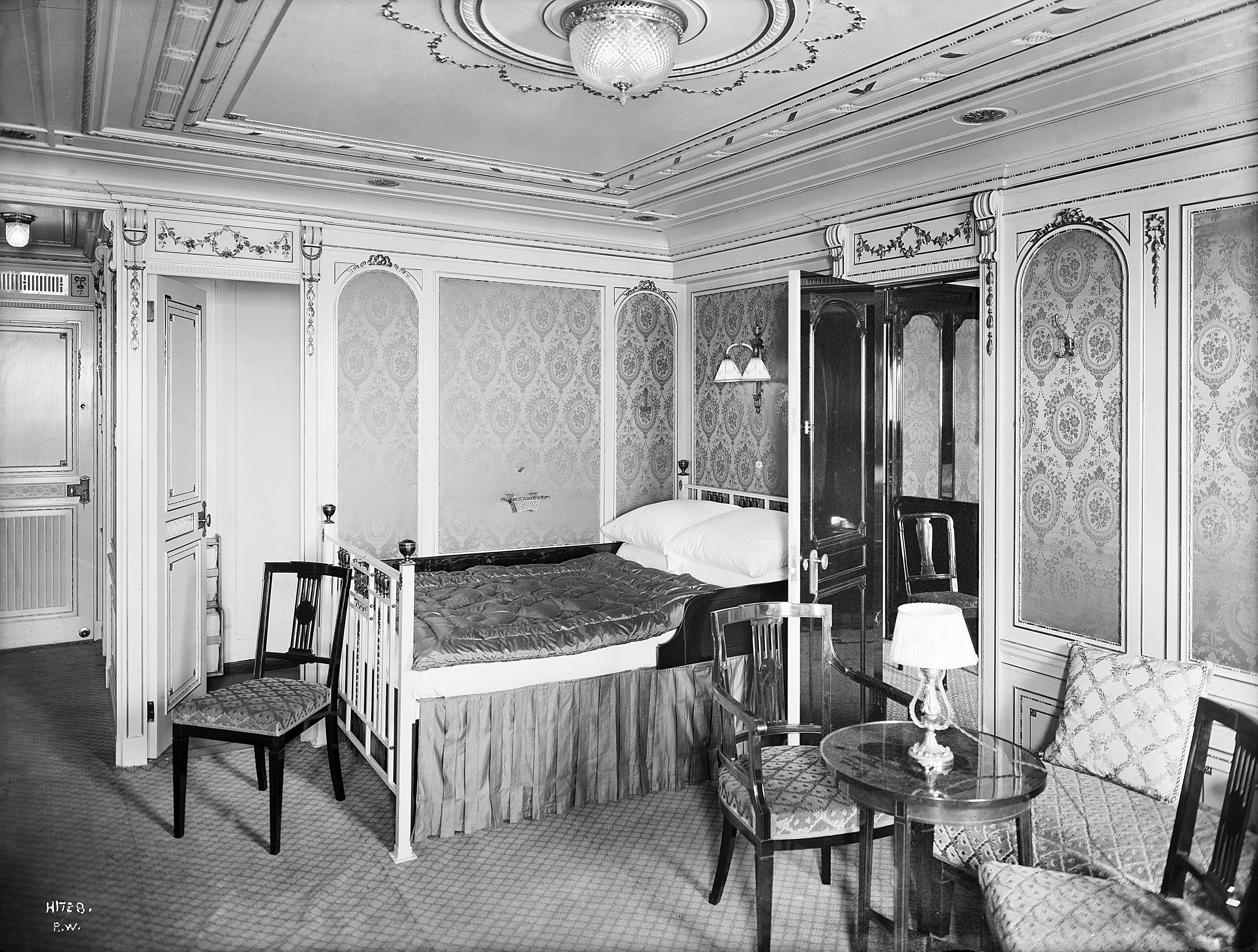
Cabin hạng nhất trên Titanic
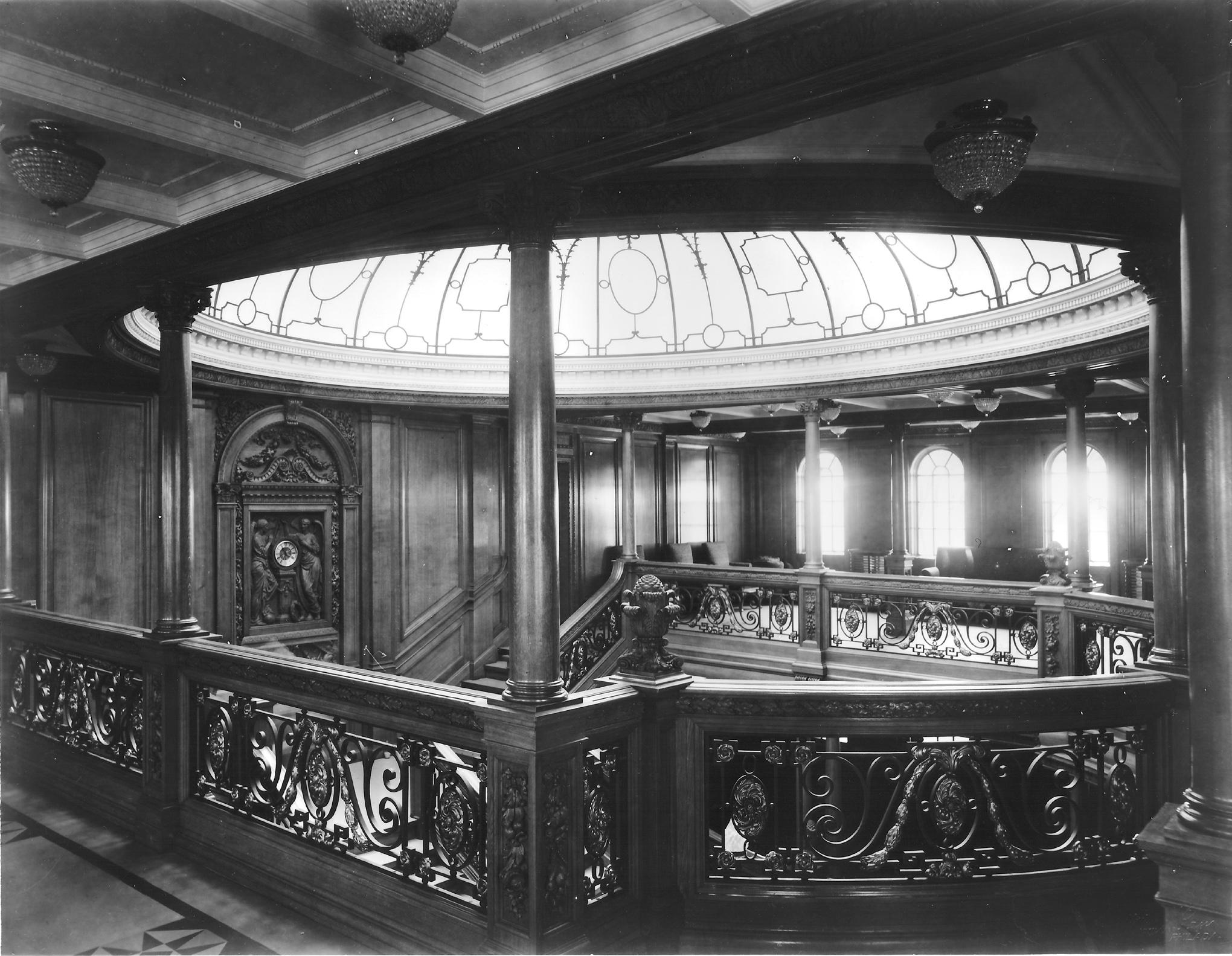
Khu vực cầu thang gỗ của Titanic với vòm thủy tinh được trang trí tỉ mỉ

1. ↑  "Hé lộ thông tin chi tiết về tàu Titanic II". Người Đưa Tin. ngày 27 tháng 12 năm 2012. Truy cập ngày 2 tháng 5 năm 2022.
2. ↑  "Nội thất xa xỉ trong 'bản sao' tàu Titanic". Báo điện tử VnExpress. Truy cập ngày 2 tháng 5 năm 2022.
3. ↑  "Titanic 2 sắp có hành trình lịch sử như chuyến đi xưa". Tuổi Trẻ Online. ngày 24 tháng 10 năm 2018. Truy cập ngày 2 tháng 5 năm 2022.
4. ↑  "RMS Titanic", Wikipedia tiếng Việt, ngày 15 tháng 4 năm 2022, truy cập ngày 2 tháng 5 năm 2022